# 費斯特出版公司訴鄉村電話公司案
费斯特出版公司诉乡村电话公司案（Feist Publications, Inc., v. Rural Telephone Service Co.）是美国最高法院做出终审判决的案子，為著作權法律中有名的判例。

## 争议点
本案的争议点是按照字母顺序排列的电话白页本是不是受美国版权法保护的

## 法院的观点
美国最高法院认为上述问题的答案是否定的。根据美国版权法的基本原理，一个作品要获得版权法的保护，要具备三点要素：一是要有原创性；二是要为作者创作，而非机器或动物创作；三就是固定在一定的表达媒介上面。而其中最重要的就是第一点。即原创性，而原创性，根据美国普通法积累的案例的解释，应该具备两个要素：一是有作者独立创造，而非抄袭他人作品；二就是具有最低程度的创造性。美国最高法院认为按字母顺序排列的电话本连最低程度的创造性都满足不了，因为这样排列是该行业的传统实践，虽然该公司花费大量心血收集这些数据，但是并没有体现任何创造性，与版权法的宗旨不一致，因而不受版权法的保护。